# 태양의 전사들 (1989년 영화)
《태양의 전사들》(The Blood Of Heroes)은 오스트레일리아에서 제작된 데이비드 웹 피플즈 감독의 1988년 액션, SF 영화이다. 룻거 하우어 등이 주연으로 출연하였고 찰스 로벤 등이 제작에 참여하였다.

## 출연

### 주연
- 룻거 하우어
- 조안 첸
- 델로이 린도
- 애나 카테리나
- 빈센트 도노프리오

### 조연
- 간디 맥큰티어
- 저스틴 몬조
- 애론 마틴

## 기타
- 미술: 존 스토드다트
- 의상: 테리 라이언

## 같이 보기
- 퀸테트 살인 게임